# Albin Körösi
Albin Körösi Sch. P. (1860-1936), en español Albino Körosi de la Pasión del Señor, fue un hispanista, cervantista y traductor húngaro.
Fue profesor y sacerdote escolapio y desarrolló su trabajo en Budapest. Hispanófilo entusiasta, se esforzó en dar a conocer la literatura española en su país, en especial la cervantina. Publicó traducciones de literatura española y catalana, así como ensayos sobre literatura española en la revista Katholikus Szemle (Cuadernos Católicos). Llegó a editar una colección de poesía española (1895) y fue el primero (y hasta hoy día el único) que escribió en húngaro un manual de historia de la literatura española (1930). Entre sus ensayos destaca Vida y obra de Cervantes (Budapest, 1918). 
Fue miembro de muchas sociedades literarias de su patria y del extranjero, entre ellas, fue académico correspondiente de la Real Academia Española. 
Gozó de gran crédito en cuestiones filológicas y de historia natural.
Tuvo un discípulo también hispanista, el escritor, psicólogo, traductor y editor húngaro Oliver F. Brachfeld.